# مؤسسه مطالعات فضایی گادرد

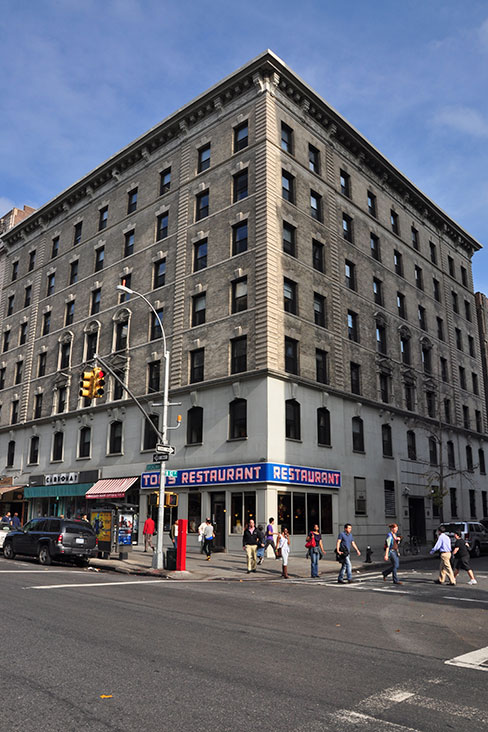
ساختمان مؤسسه مطالعات فضایی گادرد.

مؤسسه مطالعات فضایی گادرد (به انگلیسی: Goddard Institute for Space Studies) یک مرکز ناسا واقع‌شده در نیویورک، ایالات متحده آمریکا است. این مرکز ناسا در تاریخ ماه مه سال ۱۹۶۱ به‌منظور پژوهش دربارهٔ تغییر اقلیم ایجاد شد.